# Wijken en buurten in Haarlemmermeer
De Nederlandse gemeente Haarlemmermeer is voor statistische doeleinden onderverdeeld in wijken en buurten. De gemeente is verdeeld in de volgende statistische wijken:
- Wijk 01 Hoofddorp en omgeving (CBS-wijkcode:039401)
- Wijk 02 Nieuw-Vennep en omgeving (CBS-wijkcode:039402)
- Wijk 03 Zwanenburg en omgeving (CBS-wijkcode:039403)
- Wijk 04 Lijnden en omgeving (CBS-wijkcode:039404)
- Wijk 05 Badhoevedorp en omgeving (CBS-wijkcode:039405)
- Wijk 06 Rijk en omgeving (CBS-wijkcode:039406)
- Wijk 07 Rijsenhout en omgeving (CBS-wijkcode:039407)
- Wijk 08 Burgerveen en Weteringbrug (CBS-wijkcode:039408)
- Wijk 09 Abbenes en omgeving (CBS-wijkcode:039409)
- Wijk 10 Lisserbroek (CBS-wijkcode:039410)
- Wijk 11 Beinsdorp (CBS-wijkcode:039411)
- Wijk 12 Zwaanshoek (CBS-wijkcode:039412)
- Wijk 13 Cruquius (CBS-wijkcode:039413)
- Wijk 14 Cruquiushoeve (CBS-wijkcode:039414)
- Wijk 15 Vijfhuizen en omgeving (CBS-wijkcode:039415)

Een statistische wijk kan bestaan uit meerdere buurten. Onderstaande tabel geeft de buurtindeling met kentallen volgens het Centraal Bureau voor de Statistiek (2008):
| CBS-buurtcode | Buurtnaam                       | Inwonertal | Opp. totaal (ha) | Opp. land (ha) | Ligging                |
| ------------- | ------------------------------- | ---------- | ---------------- | -------------- | ---------------------- |
| BU03940101    | Hoofddorp-West                  | 860        | 33               | 32             | Locatie in de gemeente |
| BU03940102    | Hoofddorp-Zuid                  | 2270       | 108              | 105            | Locatie in de gemeente |
| BU03940103    | Hoofddorp-Graan voor Visch      | 3260       | 61               | 56             | Locatie in de gemeente |
| BU03940104    | Hoofddorp-Oost                  | 4900       | 130              | 129            | Locatie in de gemeente |
| BU03940105    | Hoofddorp-Noord                 | 3120       | 116              | 116            | Locatie in de gemeente |
| BU03940106    | Hoofddorp-Pax-West              | 2770       | 46               | 46             | Locatie in de gemeente |
| BU03940107    | Hoofddorp-Pax-Oost              | 2540       | 52               | 50             | Locatie in de gemeente |
| BU03940108    | Hoofddorp-Bornholm-West         | 4250       | 63               | 63             | Locatie in de gemeente |
| BU03940109    | Hoofddorp-Bornholm-Oost         | 3910       | 67               | 64             | Locatie in de gemeente |
| BU03940110    | Hoofddorp-Bornholm              | 50         | 8                | 8              | Locatie in de gemeente |
| BU03940111    | Hoofddorp-Overbos-Noord         | 4930       | 74               | 72             | Locatie in de gemeente |
| BU03940112    | Hoofddorp-Overbos-Zuid          | 5840       | 88               | 88             | Locatie in de gemeente |
| BU03940113    | Toolenburg-West                 | 6680       | 102              | 102            | Locatie in de gemeente |
| BU03940114    | Toolenburg-Oost                 | 8420       | 106              | 106            | Locatie in de gemeente |
| BU03940115    | Vrijschot-Noord                 | 510        | 34               | 32             | Locatie in de gemeente |
| BU03940116    | Floriande-West                  | 9990       | 198              | 192            | Locatie in de gemeente |
| BU03940117    | Floriande-Oost                  | 6510       | 142              | 141            | Locatie in de gemeente |
| BU03940122    | Hoofddorp-omgeving              | 590        | 2251             | 2122           | Locatie in de gemeente |
| BU03940123    | De Hoek                         | 20         | 58               | 58             | Locatie in de gemeente |
| BU03940124    | Graan voor Visch-Zuid           | 630        | 39               | 36             | Locatie in de gemeente |
| BU03940125    | Beukenhorst-Oost                | 0          | 176              | 167            | Locatie in de gemeente |
| BU03940126    | De President                    | 0          | 43               | 40             | Locatie in de gemeente |
| BU03940230    | Nieuw-Vennep-Oost               | 700        | 103              | 102            | Locatie in de gemeente |
| BU03940231    | Nieuw-Vennep-Welgelegen         | 1650       | 51               | 50             | Locatie in de gemeente |
| BU03940232    | Nieuw-Vennep-Welgelegen-Noord   | 1700       | 44               | 43             | Locatie in de gemeente |
| BU03940233    | Nieuw-Vennep-West               | 2490       | 62               | 61             | Locatie in de gemeente |
| BU03940234    | Nieuw-Vennep-Zuid               | 2020       | 84               | 81             | Locatie in de gemeente |
| BU03940235    | Nieuw-Vennep-Linquenda          | 3960       | 62               | 61             | Locatie in de gemeente |
| BU03940236    | Nieuw-Vennep-Getsewoud-Noord    | 7360       | 100              | 100            | Locatie in de gemeente |
| BU03940237    | Nieuw-Vennep-Getsewoud-Zuid     | 8880       | 112              | 108            | Locatie in de gemeente |
| BU03940240    | Nieuw-Vennep-omgeving           | 630        | 2878             | 2840           | Locatie in de gemeente |
| BU03940241    | Kabel                           | 120        | 42               | 42             | Locatie in de gemeente |
| BU03940343    | Zwanenburg-West                 | 1860       | 61               | 60             | Locatie in de gemeente |
| BU03940344    | Zwanenburg-Zuidwest             | 900        | 26               | 26             | Locatie in de gemeente |
| BU03940345    | Zwanenburg-Zuidoost             | 800        | 22               | 22             | Locatie in de gemeente |
| BU03940346    | Zwanenburg-Oost                 | 1070       | 35               | 35             | Locatie in de gemeente |
| BU03940347    | Zwanenburg-Noordoost            | 880        | 20               | 20             | Locatie in de gemeente |
| BU03940348    | Zwanenburg-Noordwest            | 1240       | 17               | 17             | Locatie in de gemeente |
| BU03940349    | Zwanenburg-Dijk                 | 860        | 110              | 89             | Locatie in de gemeente |
| BU03940350    | Zwanenburg-omgeving             | 60         | 469              | 464            | Locatie in de gemeente |
| BU03940465    | Lijnden                         | 780        | 511              | 486            | Locatie in de gemeente |
| BU03940466    | Boesingheliede                  | 120        | 122              | 120            | Locatie in de gemeente |
| BU03940552    | Badhoevedorp-Noordwest          | 2730       | 36               | 36             | Locatie in de gemeente |
| BU03940553    | Badhoevedorp-West               | 810        | 35               | 32             | Locatie in de gemeente |
| BU03940554    | Badhoevedorp-Bouwlust           | 1100       | 40               | 40             | Locatie in de gemeente |
| BU03940555    | Badhoevedorp-Sloterweg          | 1020       | 21               | 21             | Locatie in de gemeente |
| BU03940556    | Badhoevedorp-Zuid               | 860        | 27               | 27             | Locatie in de gemeente |
| BU03940557    | Badhoevedorp-Centrum            | 1240       | 28               | 28             | Locatie in de gemeente |
| BU03940558    | Badhoevedorp-Noordoost          | 860        | 15               | 15             | Locatie in de gemeente |
| BU03940559    | Badhoevedorp-Antoniushove       | 1110       | 45               | 45             | Locatie in de gemeente |
| BU03940560    | Badhoevedorp-Oost               | 1070       | 55               | 54             | Locatie in de gemeente |
| BU03940562    | Badhoevedorp-Dijk               | 620        | 22               | 14             | Locatie in de gemeente |
| BU03940563    | Sloterweg-Zuid, Schiphol        | 130        | 2068             | 2036           | Locatie in de gemeente |
| BU03940564    | Nieuwe Meer Badhoevedorp        | 420        | 164              | 150            | Locatie in de gemeente |
| BU03940674    | Schiphol-Rijk                   | 0          | 368              | 363            | Locatie in de gemeente |
| BU03940675    | Oude Meer                       | 180        | 67               | 54             | Locatie in de gemeente |
| BU03940676    | Aalsmeerderbrug                 | 530        | 91               | 78             | Locatie in de gemeente |
| BU03940677    | Rozenburg-Noord                 | 50         | 40               | 40             | Locatie in de gemeente |
| BU03940678    | Omgeving Rozenburg              | 40         | 309              | 306            | Locatie in de gemeente |
| BU03940779    | Rijsenhout-Dorp                 | 1400       | 28               | 28             | Locatie in de gemeente |
| BU03940780    | Rijsenhout-Zuid                 | 1360       | 43               | 43             | Locatie in de gemeente |
| BU03940781    | Rijsenhout-Dijk                 | 690        | 49               | 32             | Locatie in de gemeente |
| BU03940782    | Omgeving Rijsenhout             | 650        | 611              | 602            | Locatie in de gemeente |
| BU03940883    | Burgerveen                      | 330        | 235              | 226            | Locatie in de gemeente |
| BU03940884    | Leimuiderbrug                   | 50         | 144              | 138            | Locatie in de gemeente |
| BU03940885    | Weteringbrug                    | 380        | 220              | 207            | Locatie in de gemeente |
| BU03940986    | Abbenes-Dorp                    | 890        | 77               | 74             | Locatie in de gemeente |
| BU03940987    | Omgeving Abbenes                | 160        | 1067             | 1050           | Locatie in de gemeente |
| BU03940988    | Buitenkaag                      | 420        | 108              | 96             | Locatie in de gemeente |
| BU03940989    | Abbenes-Dijk                    | 100        | 82               | 69             | Locatie in de gemeente |
| BU03941090    | Lisserbroek                     | 3580       | 575              | 553            | Locatie in de gemeente |
| BU03941193    | Beinsdorp                       | 920        | 264              | 252            | Locatie in de gemeente |
| BU03941294    | Zwaanshoek-Dorp                 | 1590       | 381              | 364            | Locatie in de gemeente |
| BU03941296    | Noordoost omgeving Zwaanshoek   | 160        | 274              | 272            | Locatie in de gemeente |
| BU03941397    | Cruquius-Dorp                   | 500        | 124              | 112            | Locatie in de gemeente |
| BU03941398    | Omgeving Cruquius               | 90         | 145              | 127            | Locatie in de gemeente |
| BU03941499    | Cruquiushoeve                   | 280        | 51               | 51             | Locatie in de gemeente |
| BU03941567    | Vijfhuizen-Dorp                 | 3280       | 157              | 157            | Locatie in de gemeente |
| BU03941568    | Vijfhuizen-Dijk                 | 370        | 135              | 121            | Locatie in de gemeente |
| BU03941571    | Vijfhuizen-Nieuwebrug           | 300        | 129              | 118            | Locatie in de gemeente |
| BU03941572    | Noordoost omgeving Vijfhuizen   | 220        | 708              | 679            | Locatie in de gemeente |
| BU03941573    | Zuidoost omgeving Vijfhuizen    | 30         | 560              | 553            | Locatie in de gemeente |
| BU03930000    | Halfweg                         | 2320       | 199              | 180            | Locatie in de gemeente |
| BU03930002    | Spaarnwoude                     | 200        | 903              | 895            | Locatie in de gemeente |
| BU03930003    | Spaarndam (gedeeltelijk)        | 2370       | 77               | 62             | Locatie in de gemeente |
| BU03930004    | Haarlemmerliede en Penningsveer | 280        | 204              | 187            | Locatie in de gemeente |
| BU03930008    | Oostelijke Liede Oever          | 140        | 78               | 25             | Locatie in de gemeente |
| BU03930009    | Verspreide huizen Houtrakpolder | 130        | 648              | 576            | Locatie in de gemeente |